# Helen Fielding
Helen Fielding, född 19 februari 1958 i Morley i West Yorkshire, är en brittisk romanförfattare och manusförfattare. Hon är mest känd för romanerna om Bridget Jones, 
ett antal romaner och filmer som börjar med en singel-person i trettoårsåldern i London, och hennes försök att få ordning på sitt liv och på kärleken. Bridget Jones dagbok (1996) och På spaning med Bridget Jones (1999) publicerades i 40 länder och såldes i mer än  5 miljoner exemplar. De två filmerna med samma namn blev en internationell succé. I en undersökning som genomfördes av tidningen The Guardian, omnämndes Bridget Jones dagbok som en av de tio romaner som bäst sammanfattade 1900-talet.

## Bridget Jones
Fielding fortsatte med sina kolumner i The Independent, och sedan The Daily Telegraph fram till 1997, och hon publicerade sin andra Bridget-roman, På spaning med Bridget Jones i november 1999. Filmen Bridget Jones dagbok  släpptes 2001 och dess fortsättning 2004. Fielding fortsatte med Bridget Jones äventyr för The Independent från 2005. Fielding tillkännagav i november 2012 att hon nu höll på och skrev en tredje bok i serien om Bridget Jones.
Bridget Jones: Mad About the Boy publicerades på hösten 2013 med en rekordstor förstadagsförsäljning i Storbritannien, som var mer än 46 000 exemplar. Den låg som nummer ett på The Sunday Times bestsellerlista i 6 månader. I sin recension i The New York Times kallade Sarah Lyall romanen "skarp och humoristisk" och skrev att Fielding hade "tillåtit sin hjältinna att växa upp till någon roligare och mer intressant än vad hon var förut". I slutet av 2016 släpptes den tredje filmen: Bridget Jones's Baby. 11 oktober 2016 publicerades Fieldings sjätte roman, Bridget Jones' Baby: the Diaries som baserades på Fielding's originalberättelser i tidningen The Independent, som filmen var baserad på.
I en omröstning 2004 för BBC, utnämndes Bridget Jones till den 29:e mest inflytelserika personen i Storbritanniens kultur. I december 2016 ansågs det i BBC:s Woman's Hour att Bridget Jones var en av de sju kvinnor som hade påverkat den brittiska kvinnokulturen mest under de senaste sju decennierna.
Bridget Jones: Mad About the Boy publicerades i Storbritannien av Jonathan Cape och i USA av Alfred A. Knopf i oktober 2013. Den debuterade som nummer ett i The Sunday Times bestsellerlista, och nummer sju på New York Times lista. När "Storbritanniens pocketbok" publicerades den 19 juni 2014 hade försäljningen nått en miljon exemplar. Romanen var listad för femtonde Bollinger Everyman Wodehouse Prize,  nominerad i "Popular Fiction category" av National Book Award. och har översatts till 32 språk.
En filminspelning av Bridget Jones: Mad About the Boy har ännu inte tillkännagivits, men hennes fans har spekulerat om vem som ska spela Roxster.
Fielding har även skrivit böcker om den spänningssökande journalisten Olivia Joules.

### Noveller
- Ox-tales (2009) en novellsamling till stöd för Oxfam[19]